# 五所川原市立五所川原第二中学校
五所川原市立五所川原第二中学校（ごしょがわらしりつ ごしょがわらだいにちゅうがっこう）は、青森県五所川原市大字羽野木沢にある公立中学校。

## 概要
- 本校は、1972年4月に長橋中学校と七和中学校が統合して設立された学校である。

## 沿革
- 1972年（昭和47年）
  - 2月10日 - 五所川原市は、七和・長橋両中学校を統合、五所川原第二中学校と称し、豊成字田子の浦70番地に校舎を置く事を決定。
  - 3月10日 - 校章決定。
  - 4月1日 - 創立。但し、この時点では、校舎は統合せず、長橋中学校が本校、七和中学校が分校として存続。
  - 9月9日 - 新校舎敷地内に松135本植樹。
- 1973年（昭和48年）
  - 6月20日 - B棟校舎竣工。
  - 10月25日 - A棟校舎竣工。
- 1974年（昭和49年）
  - 1月10日 - 校歌制定。
  - 3月31日 - 七和分校が長橋本校に統合し、名実ともに完全統合。
  - 9月30日 - 校舎新築落成記念式典挙行。
- 1975年（昭和50年）9月9日 - 国旗・校旗掲揚台建立。
- 1976年（昭和51年）9月30日 - 野球場整備、排水溝掘削。
- 1977年（昭和52年）11月9日 - 技術室完成。
- 1978年（昭和53年）6月16日 - ソフトボール場整備、排水溝掘削。
- 1979年（昭和54年）7月19日 - プール完成。
- 1981年（昭和56年）10月16日 - 創立10周年記念式典挙行。
- 1982年（昭和57年）
  - 6月20日 - 前庭通学路一部舗装。
  - 7月10日 - 自転車小屋完成。
- 1983年（昭和58年）5月10日 - 廊下雨具掛け整備。
- 1985年（昭和60年）5月27日 - 校舎・教室鉄板溶接。
- 1986年（昭和61年）6月10日 - 部活用具小屋完成。
- 1987年（昭和62年）
  - 8月19日 - 技術室・柔道室鉄骨塗装修理。
  - 9月19日 - 校舎屋根のトタンを一部張替。
  - 11月3日 - 冬季スクールバス、戸沢・若山方面にも運行。
- 1988年（昭和63年）10月27日 - 自転車置場鉄骨塗装工事完了。
- 1989年（平成元年）
  - 3月20日 - ボイラー修理。
  - 4月22日 - 消火水中ポンプ取り替え。
  - 5月5日 - 体育館トイレのタイルを張り替え。
  - 10月8日 - 道路拡張により、松の木を移植。
  - 10月11日 - プールフェンス塗装。
  - 10月18日 - 道路拡張による（道路）用地売渡。
  - 11月1日 - 前庭舗装。
- 1990年（平成2年）
  - 11月7日 - パソコン21台導入。
  - 12月20日 - 体育用具準備室新築。
- 1991年（平成3年）
  - 9月7日 - 創立20周年記念式典挙行。
  - 9月28日 - 台風19号（りんご台風）により、屋根トタンやガラス破損の被害が出た。
  - 10月19日 - 創立20周年記念石碑除幕式・竣工式。
  - 12月20日 - 台風19号被害の屋根トタン修理完了。
- 1992年（平成4年）4月8日 - 学校案内立て看板設置。
- 1993年（平成5年）12月 - 技術室渡り廊下一部補修。
- 1994年（平成6年）
  - 3月 - 体育館渡り廊下設置。美術室屋根トタン修理。2階男女トイレ一部修理・改築（車椅子用）。生徒玄関を一部車椅子用に変更。
  - 4月 - 浄化槽ブロイラー1台設置。
- 1995年（平成7年）
  - 3月 - 新校舎建築[2]。
  - 5月3日 - 野球部室改修。
  - 5月30日 - 保健室にカーテン設置。
  - 6月15日 - 草刈り機1台購入。
  - 8月17日 - 職員玄関看板書き換え。
  - 9月7日 - 野里小学校から払い下げた鉄棒を外庭に設置。
  - 11月11日 - 体育館入口にシャッターを取付。
  - 12月2日 - 体育館緞帳のワイヤー取り替え。
- 1996年（平成8年）
  - 1月14日 - 男子2階トイレ修理。
  - 1月16日 - 体育館消火栓がバルブ凍結のため、取り替え。
  - 3月2日 - 1Bカーテン新設。
  - 3月13日 - 紅白式幕（4幕）が卒業生より、寄贈される。
  - 3月31日 - 机・椅子40脚を新たに補充。
  - 4月1日 - 学校警備を警備員から機械警備に変更。
  - 4月10日 - 消火栓バルブ工事。
  - 5月29日 - 生徒指導看板設置。
  - 6月25日 - 庭木用自動噴霧器購入。
  - 9月10日 - 調理室冷蔵庫を学校備品として購入。
  - 9月25日 - スポット・ワイヤレスアンプ・スライドを教材備品として設置。
  - 11月5日 - 外庭物置小屋補修修理完了。
- 1997年（平成9年）
  - 1月20日 - 上水道切り替え一部完了。
  - 2月21日 - 牛乳保冷庫設置。
  - 3月10日 - 1B・会議室カーテン取替。
  - 3月19日 - 机椅子セットで40人分配置。
  - 4月12日 - 体育館照明7個取替。
  - 4月19日 - 印刷機設置。
  - 5月19日 - 視聴覚室暗幕設置。
  - 5月28日 - 県の景観事業により、中庭にもみの木1本植樹。
  - 6月9日 - 脚立2機と剪定用はさみ40丁購入。
  - 6月17日 - 陸上競技部部室・サッカー部部室にシャッター取付。野球部部室・サッカー部部室のドアアルミ板部分取替。
  - 7月20日 - PTA奉仕作業により、校舎内の一部にペンキ塗装。PTAと後援会により、プールに有刺鉄線取付。
  - 8月25日 - サッカーゴール新設。
  - 10月2日 - 11月14日まで、A棟上水道改修工事。下水管全面改修。
  - 11月14日 - 野球場・外庭便所への水道管新設。
- 1998年（平成10年）
  - 3月14日 - 平成9年度卒業生より、パイプ椅子24脚寄贈。
  - 4月19日 - 体育館照明3ヶ所取替。
  - 7月19日 - 体育館外壁ペンキ塗装。
  - 7月下旬 - プール濾過層フェルター購入。
  - 8月中旬 - 門柱補修。
  - 8月29日 - ジェットヒーター購入。
- 1999年（平成11年）
  - 3月11日 - 平成10年度卒業生より、パイプ椅子26脚寄贈。
  - 5月25日 - プログラムチャイム購入。
  - 5月29日 - PTA奉仕作業により、藤棚補修。同日、バスケットボールのバックボード設置。
  - 6月2日 - スチール書庫2個購入。
- 2000年（平成12年）
  - 3月13日 - 平成11年度卒業生より、パイプ椅子30脚寄贈。
  - 4月24日 - 公衆電話機設置。
  - 10月10日 - 図書室内壁のペンキ塗り実施。
- 2001年（平成13年）
  - 3月14日 - 平成12年度卒業生より、パイプ椅子20脚寄贈。
  - 5月21日 - 個人から、紅白幕2幕寄贈。
  - 11月22日 - 30周年記念式典挙行。パソコン・卓球台が寄贈される。
- 2002年（平成14年）
  - 3月13日 - 平成13年度卒業生より、紅白幕・書棚が寄贈される。
  - 4月17日 - 個人から、紅白幕2幕寄贈。
- 2003年（平成15年）
  - 3月12日 - 平成14年度卒業生より、会議用テーブル7脚寄贈。
  - 6月30日 - 個人から、校舎案内板寄贈。
  - 10月4日 - 国道沿いに、学校案内柱設置。
- 2004年（平成16年）
  - 3月13日 - 平成15年度卒業生より、大型スクリーン一式寄贈。
  - 8月3日 - 2月の強風被害で破損した、音楽室屋根トタン修理完了。
  - 10月15日 - 自転車置場が腐食により、一部解体。
  - 12月5日 - 強風により、野球場三塁側ベンチと校舎屋根数ヶ所破損。
- 2005年（平成17年）
  - 7月22日 - 前年12月の強風被害で破損した、野球場三塁側ベンチ修繕。
  - 8月31日 - 2階男子トイレ換気扇を交換。
  - 9月15日 - 強風により、A棟屋根トタン剥離。
  - 12月1日 - 強風により、A棟北側軒が3～4m落下。
- 2006年（平成18年）
  - 2月8日 - 卓球マシン（卓球ロボット）購入。
  - 4月12日 - 職員室玄関に画面付インターホンが設置される。
- 2011年（平成23年）8月24日 - 豊成地区から羽野木沢地区の旧五所川原高等学校東校舎（元：五所川原東高等学校）校舎に移転、同日に本校体育館にて記念式典を挙行[3]。なお、豊成地区の旧校舎は、福山・豊成・俵元地区の災害時などの避難所として使用される[4]。

## 学区
- 豊成、神山、野里、福山、戸沢、松野木、羽野木沢、原子、俵元、持子沢、高野、前田野目

## アクセス
- 五所川原市中心部から車で約12km・約20分。
- 津軽自動車道五所川原東ICから、国道101号と青森県道34号五所川原浪岡線経由して、車で約4.6km・約7分。
  - なお、津軽自動車道は学校の近くを通るが、近くにインターチェンジは無い。
- 弘南バス七和線「下持子沢」バス停より、
  - 梅田北口・アクロスプラザ五所川原前・エルムの街・五所川原駅前経由五所川原営業所行のりばから、徒歩約540m・約8分。
  - 上高野行のりばから、徒歩約525m・約8分。

## 参考資料
- 『平成19年度五所川原市立五所川原第二中学校学校要覧』（五所川原市立五所川原第二中学校発行）の4頁～6頁「2 学校沿革の概要」。
- 「教育 - 教育行政」『東奥年鑑』東奥日報社、1973年9月、231頁。ASIN B000J7JCJY。
- 「中学校 -五所川原市・十和田市・三沢市」『東奥年鑑』東奥日報社、1973年9月、531頁。ASIN B000J7JCJY。
- 「教育 - 教育概観・教育行政」『東奥年鑑』東奥日報社、1975年9月、234頁。ASIN B000J7JCJY。